# John Riiber
Pour les articles homonymes, voir Riiber.
John Riiber, né le 5 mai 1965, est un coureur du combiné nordique norvégien.

## Biographie
Il est le père de Jarl Magnus Riiber et de Harald Johnas Riiber, aussi coureurs du combiné nordique.
Aux Championnats du monde junior, il remporte trois médailles d'argent, dont une en individuel en 1984 derrière Geir Andersen.
Dans la Coupe du monde, il obtient comme meilleur résultat une quatrième place à Schonach en 1985.

## Palmarès

### Coupe du monde
- Meilleur classement général : 17e en 1985.
- Meilleur résultat individuel : 4e.

#### Différents classements en Coupe du monde
| Année | Classement général final |
| 1985  | 17e                      |
| 1987  | 37e                      |
| 1989  | 31e                      |

### Championnat du monde junior
- Médaille d'argent de l'épreuve individuelle en 1984.
- Médaille d'argent de l'épreuve par équipes en 1984.
- Médaille d'argent de l'épreuve par équipes en 1985.